# Staki-Technorama
L'equip Staki-Technorama (codi UCI: SIT) és un equip ciclista lituà. Fundat al 2016, té categoria continental.

## Principals victòries

### Grans Voltes
- Tour de França
  - 0 participacions

- Giro d'Itàlia
  - 0 participacions

- Volta a Espanya
  - 0 participacions

## Classificacions UCI
L'equip participà en les proves dels circuits continentals i principalment en les curses del calendari de l'UCI Europa Tour.
UCI Àfrica Tour
| Temporada | Classificació per equips | Millor ciclista en la classificació individual |
| --------- | ------------------------ | ---------------------------------------------- |
| 2016      | 14è                      | Paulius Šiškevičius (102è)                     |
| 2017      | 25è                      | Paulius Šiškevičius (188è)                     |

UCI Europa Tour
| Temporada | Classificació per equips | Millor ciclista en la classificació individual |
| --------- | ------------------------ | ---------------------------------------------- |
| 2016      | 79è                      | Darijus Džervus (489è)                         |
| 2017      | 116è                     | Venantas Lašinis (945è)                        |